# Година без лято
1816 година е позната като Годината без лято поради значителните климатични аномалии, които причиняват глобално понижение на средните температури с 0,4 – 0,7 °C. Това води до тежък недостиг на храна в северното полукълбо.
Доказателствата сочат, че аномалията представлява основно вулканична зима, причинена от голямото изригване на вулкана Тамбора на остров Сумбава в Нидерландска Индия (дн. Индонезия) през 1815 г. То е най-голямото изригване дотогава през последните 1300 години (след захлаждането от 535 – 536 г.), вероятно изострено от изригването на вулкана Майон на Филипините през 1814 г.

## Описание
Годината без лято поражда селскостопанско бедствие. Някои историци я определят като „последната голяма криза на препитанието в Западния свят“. Климатичните отклонения от 1816 г. имат най-голямо въздействие върху крайбрежието на Северния Атлантик – Нова Англия в САЩ, Атлантическа Канада и Северозападна Европа.
Изригването на Тамбора има ВЕИ 7 – колосално събитие, при което са изхвърлени поне 100 km3 материал. Това е най-голямото изригване след изригването на Хатепе (в дн. Нова Зеландия) през 180 г. Според анализ от 2012 г. изригването на Тамбора през 1815 г. води до временен спад в средната температура на сушата на Земята от около 1 °C. По-малки температурни спадове са записани от изригвания в периода 1812 – 1814 г.
По онова време Земята вече е в период от дълго глобално захлаждане, започнало през ХІV век. Познатият днес Малък ледников период вече е нанесъл значителни селскостопански беди в Европа. Това вече съществуващо захлаждане се изостря от изригването на Тамбора, което става към края на Малкия ледников период
Този период съвпада и с така наречения минимум на Далтън (период на относително ниска слънчева активност), засягащ 6-ия слънчев цикъл от декември 1810 до май 1823 г. В частност май 1816 г. има най-малък брой слънчеви петна, откакто се водят записи. Ниското слънчево лъчение през този период се изостря от атмосферната непрозрачност, породена от вулканичния прах.

### Европа
Ниските температури и големите валежи водят до провалена реколта във Великобритания и Ирландия. Населението на Уелс започва да пътува надалеч, просейки за храна. Гладът широко се разпространява в северните и югозападните части на Ирландия, след като реколтата на житото, картофите и овеса се проваля. Кризата в Германия е тежка, цените на хранителните стоки рязко се покачват. Започват протести пред пазарите за зърно и пекарните, а по-късно и бунтове, палежи и плячкосване в много от европейските градове. Това е най-лошият глад в Европа през ХІХ век.
Въздействието на катаклизма е широко разпространено и се усеща и след отминаването на зимата. В западните части на Швейцария летата на 1816 и 1817 г. са толкова хладни, че се образува глациално езеро под езика на ледника Жиетро. Въпреки усилията на инженера Игназ Венец да източи разрастващото се езеро, то се срутва през юни 1818 г.

### Северна Америка
През пролетта и лятото на 1816 г. устойчива „суха мъгла“ се наблюдава в части от Изтока на САЩ. Мъглата почервенява и затъмнява слънчевата светлина, така че слънчевите петна стават видими и с невъоръжено око. Нито вятърът, нито дъждът успяват да разсеят мъглата. По онова време тя се описва като „стратосферна аерозолна сулфатна завеса“.
Самото време не е препятствие за онези, които са свикнали с дълга зима. Истинският проблем се корени във влиянието на времето върху растителните култури и следователно върху храната и дървата за горене. На по-голяма надморска височина, където дори през добри години земеделието е проблемно, по-хладният климат не дава условия за неговото функциониране. През май 1816 г. слана съсипва повечето култури на по-голяма надморска височина в Масачузетс, Ню Хемпшир, Върмонт и северните части на щата Ню Йорк. На 6 юни пада сняг в гр. Олбани (Ню Йорк) и Денисвил (Мейн). В гр. Кейп Мей (Ню Джърси) се съобщава за слана 5 нощи поред в края на юни, което води до големи поражения по растителните култури. Явлението е широко коментирано в страната.
През юли и август се наблюдава лед по реките даже и в северните части на Пенсилвания. Замръзвания са съобщавани и от Вирджиния на 20 – 21 август. Все по-често се наблюдават резки изменения в температурата, която понякога се връща от нормалните и над нормалните си нива от 35 °C до почти 0 °C в рамките на часове. Томас Джеферсън, пенсиониран и обработващ земя в Монтичело (Вирджиния), претърпява провалена реколта, която го въвлича още повече в дългове. На 13 септември вестник от Вирджиния съобщава, че добивите на царевица ще са 2 или 3 пъти по-малко. Вестник от Норфолк (Вирджиния), съобщава:
Вече е средата на юли, а не сме видели това, което може да се нарече лято. Източните ветрове преобладаваха през последните три месеца. През това време Слънцето беше като цяло затъмнено, а небето покрито от облаци. Въздухът беше влажен и неприятен и често толкова студен, че прави огнището привлекателно убежище.
Някои земеделци успяват да накарат културите си да узреят, но цените на царевицата и други зърнени култури нарастват драстично. Цената на овеса например се покачва от 12 ¢ на бушел през 1815 г. до 92 ¢ на бушел през 1816 г. Провалът на реколтата се утежнява допълнително от неадекватната транспортна мрежа: с малко пътища, малко плавателни водни канали и без железници, вносът на храна е скъп.

### Азия
В Китай студеното време съсипва дървета, посеви с ориз, убива дори водни биволи на север. Наводнения унищожават много от останалите посеви. Мусонният сезон е нарушен, което води до наводнения в долината на река Яндзъ. В Индия закъснелият летен мусон води след себе си късни проливни дъждове, които спомагат разпространението на холерата от регион близо до Ганг в Бенгал чак до Москва.
В Япония, която все още внимава след масовия глад от 1782 – 1788 г., причинен от студено време, се съобщава за слаба (но не и провалена) реколта, което има лошо въздействие върху населението.
Днес се счита, че тези отклонения настъпват след изригването на вулкана Тамбора.

## Последици
В резултат от поредицата вулканични изригвания, реколтите в споменатите райони са много бедни в продължение на няколко години. Последният удар е нанесен през 1815 г. с изригването на Тамбора. Европа, все още възстановяваща се от Наполеоновите войни, страда от недостиг на храни. Бунтове за храна избухват във Великобритания и Франция и започват грабежи на складове за зърно. Най-много насилие има в Швейцария, където гладът принуждава правителството да обяви извънредно положение. Големи бури и обилни валежи, придружени от наводнения на големите европейски реки, и замръзвания през август все се приписват на вулканичното събитие. В Ирландия избухва голяма епидемия от тиф между 1816 и 1819 г. През този период загиват около 100 000 ирландци. Оценено е, че смъртните случаи през 1816 г. са били двойно повече от тези през обикновена година.
Нова Англия също претърпява последствията от изригването на Тамбора. Реколтата на царевицата в Нова Англия е унищожена. Царевицата узрява толкова лошо, че не повече от четвърт от нея е използваема за храна. Провалът на реколтата в Нова Англия, Канада и части от Европа кара цените на зърното, месото, зеленчуците, млечните продукти и брашното бързо да се покачат.
В Унгария се наблюдава снеговалеж с кафяв цвят. Северните части на Италия претърпяват нещо подобно, като там вали червеникав сняг. Вероятната причина за този феномен е вулканичната пепел в атмосферата.
В Китай необичайно ниските температури през лятото и есента съсипват продукцията на ориз в Юнан, което отприщва масов глад. В Шуанчен, Хъйлундзян, са наблюдавани замразени поля. Летни снеговалежи или мокър сняг са наблюдавани на различни места из Дзянси и Анхуей (30° северна ширина). В Тайван, където преобладава тропичният климат, се съобщава за сняг в Синчжу и Мяоли, докато в Чжанхуа е забелязана слана.
Високите нива на тефра в атмосферата довеждат до необичайно зрелищни залези през периода – черта, отразявана в картините на Джоузеф Търнър. Вероятно на това се дължи преобладаващият жълт оттенък в картините му, като например Чичестерският канал (1828). Сходен феномен е наблюдаван след изригването на Кракатоа през 1883 г. и след изригването на Пинатубо през 1991 г.
Липсата на овес за храна на конете вероятно е вдъхновило немския изобретател Карл Драйс да разработи нови начини за транспорт без коне, което води до изобретяването на дрезината и на велосипеда.
Лошата реколта през Годината без лято вероятно подпомага заселването на централните райони на САЩ, тъй като хиляди хора (особено фермерски семейства) напускат Нова Англия в търсене на запад на по-благоприятен климат, по-плодородна почва и по-добри растения за отглеждане на растения. Индиана става щат през декември 1816 г., а Илинойс го последва 2 години по-късно. Върмонт обаче търпи отлив на население, губейки между 10 и 15 хиляди души.
През юни 1816 г. безспирните валежи карат Мери Шели, Пърси Биш Шели, Джордж Байрон и Джон Уилям Полидори и приятелите им да останат на закрито във вила близо до Женевското езеро през по-голямата част от ваканцията си в Швейцария. Правят си състезание кой ще напише най-страшната история, в хода на което Мери Шели написва „Франкенщайн“, а Лорд Байрон написва „Фрагмент“, която става основа на по-нататъшната творба на Полидори „Вампир“. Байрон се вдъхновява да напише и поемата „Тъмнина“ за 1 ден, когато „всички птици отиват да спят на обяд, а свещите се налага да светят като в полунощ“.
Химикът Юстус фон Либих, претърпял глада като дете в Дармщат, по-късно изучава храненето на растенията и въвежда минералните торове.